# Jack Howard
Jack Howard, né le 21 juillet 1981 sur l'île de Weno dans l'État de Chuuk, est un sprinter des États fédérés de Micronésie et le frère jumeau de John Howard. Il a participé aux Jeux olympiques de 2008 et à trois championnats du monde d'athlétisme. Sous les couleurs des États fédérés de Micronésie, il a gagné une médaille de bronze en relais 4 × 100 m aux Jeux du Pacifique sud et une autre sur la même épreuve aux Mini-jeux du Pacifique sud. En tant qu'athlète de l'État de Chuuk, il a remporté cinq médailles d'or et deux médailles d'argent aux Jeux de la Micronésie, huit médailles d'or, quatre médailles d'argent et une médaille de bronze aux championnats de Micronésie d'athlétisme. Durant sa période d'activité, il était l'un des sprinters les plus rapides de la région de Micronésie. Il est titulaire d'un record national individuel (400 m), de deux records nationaux en relais (4 × 100 m et 4 × 400 m) et anciennement titulaire du record national du 100 m.

## Résultats

### Les premières années de compétition
La première grande compétition à laquelle participe Jack Howard sont les Mini-Jeux du pacifique sud de 2001 qui se déroulent à Middlegate dans l'Île Norfolk. Le sprinter atteint la finale du 100 m de laquelle il termine dernier en 11 s 20. Sur le 200 m, son temps de 23 s 23 ne lui permet pas d'atteindre les demi-finales. La même année, il est inscrit sur un 400 m à Tumon sur l'île de Guam et l'achève en 50 s 81.
En juin 2002, lors de la coupe d'Océanie à Apia aux Samoa, Jack Howard établit un nouveau record national du 100 m avec un temps de 10 s 86. Sa place dans cette épreuve n'est pas connue. Le mois suivant aux Jeux de la Micronésie à Palikir dans l'État de Pohnpei, Jack Howard remporte la médaille d'or sur l'épreuve du 400 m avec un temps de 50 s 22 — nouveau record national avec chronométrage électronique, — et la médaille d'argent du 100 m avec un temps de 11 s 01 derrière son frère John,. Avec John Howard, Keitani Graham et Peter Donis Rudolph, il gagne également la médaille d'or en relais 4 × 400 m. Les athlètes établissent à cette occasion un nouveau record national avec un temps de 3 min 25 s 49,,. Au début du mois de décembre, Jack Howard améliore le record national (temps manuel) du 400 m (50 s 1) à Ballarat en Australie,.
En avril 2003, le sprinter de Weno s'adjuge la 1re place sur le 100 m (11 s 09) et le 400 m (50 s 88) des premiers championnats de Micronésie d'athlétisme à Koror aux Palaos. Il participe également aux relais vainqueurs des 4 × 100 m (43 s 73) et 4 × 400 m (3 min 29 s 27),. Durant l'été, l'athlète de l'État de Chuuk termine 6e du 100 m (11 s. 2, temps manuel) aux Jeux du Pacifique sud qui se tiennent à Suva aux Fidji. Il se classe 5e du 200 m (22 s 05). Avec son frère John, Peter Donis Rudolph et Danny Fredrick, il accède de façon inattendue à la 3e place du relais 4 × 100 m. Ils battent à cette occasion le record national en le portant à 42 s 12,. Les mêmes athlètes terminent 5e du 4 × 400 m avec un temps de 3 min 28 s 93.
Jack Howard établit son record du 60 m en mars 2004 dans la cinquième série des championnats du monde d'athlétisme en salle à Budapest en Hongrie avec un temps de 7 s 02 qui le classe 6e et ne lui permet pas de se qualifier pour le tour suivant.

### La route vers les Jeux olympiques de 2008
Au mois de juillet 2005, Jack Howard est présent aux Mini-Jeux du pacifique sud qui se tiennent à Koror aux Palaos. Le micronésien se classe 5e du 200 m (22 s 57) et 6e de la finale du 100 m (11 s. 04). Avec Jesse Hairens, John Howard et Peter Donis Rudolph, il termine 3e du relais 4 × 100 m (42 s 83),. À la fin de l'année, aux championnats de Micronésie d'athlétisme à Saipan dans les Îles Mariannes du Nord, alors qu'il n'était pas certain qu'il puisse être présent à cause d'obligations universitaires, Jack Howard termine 1er des 100 m (11 s 18) et 400 m (52 s 87), 2e du 200 m (23 s 05), et gagne avec les relais du 4 × 100 m (44 s 60) et du 4 × 200 m mixte (1 min 46 s 23),,.
En 2006, aux Jeux de la Micronésie à Saipan dans les Îles Mariannes du Nord, il gagne le 100 m (11 s 12), se classe 2e du 200 m (22 s 73) et conquiert le titre sur le 4 × 100 m (43 s 76) et sur le 4 × 200 m (3 min 31 s 59),. En décembre, aux championnats d'Océanie d'athlétisme, il échoue en demi-finale du 100 m (11 s 35) et en série du 200 m (22 s 44). Le relais micronésien du 4 × 100 m auquel il participe aux côtés de Murphy Hairens, Freedy Freeder et Keith Sepety se classe 5e.
À l'occasion des championnats du monde en extérieur de 2007 à Osaka au Japon, il concourt dans la septième série du 100 m et termine à la 7e place avec un temps de 11 s 03 qui ne le qualifie pas pour les quarts de finale. En décembre, aux championnats de Micronésie d'athlétisme à Yona sur l'île de Guam, il termine 1er du 100 m (11 s 21) devant son frère John, 2e du 60 m (7 s 09) et du 200 m (23 s 24) à chaque fois derrière son frère. Les deux frères accompagnés de Yondan Namelo et Dickson Maipi accèdent à la 2e place du 4 × 100 m (44 s 27). Associés à D'Shaun Stallings et Joseph Artui, ils prennent la 3e place du 4 × 400 m (3 min 46 s 87). Jack Howard court avec Yonder Namelo, Lilihna Mihkel et Maria Ikelap sur le 800 m mixte qui termine à la 4e place (1 min 51 s 21).
En mars 2008, le sprinter de l'île de Weno se classe 6e de la quatrième série du 60 m des championnats du monde d'athlétisme en salle à Valence en Espagne avec un temps de 7 s 13 qui ne le qualifie pas pour le tour suivant. Aux championnats d'Océanie d'athlétisme de Saipan dans les Îles Mariannes du Nord, en juin, il échoue en demi-finale du 100 m (11 s 5), termine dernier de la finale du 200 m (22 s 74) et 5e avec le relais du 4 × 100 m composé également de Justine Rodriguez, Yondan Namelo et John Howard (44 s 08). Malgré de moins bonnes performances que son frère à ces championnats, Jack Howard est sélectionné pour les Jeux olympiques de 2008 à Pékin en Chine. Il participe à la neuvième série du 100 m et se classe 7e avec un temps de 11 s 03 et ne se qualifie pas pour les quarts de finale. À son grand désappointement, il ne bat pas le record national (10 s 85) établi par son frère. Il participe encore à quelques compétitions de faible envergure sur l'île de Guam par la suite,.

## Palmarès

### Records
Jack Howard est détenteur ou a été détenteur de 4 records nationaux séniors. Il est anciennement titulaire du record national du 100 m avec un temps de 10 s 86 réalisé en juin 2002, lors de la coupe d'Océanie à Apia aux Samoa. Il est toujours recordman du 400 m que ce soit par chronométrage électronique — 50 s. 22 aux Jeux de la Micronésie à Palikir dans l'État de Pohnpei en juillet 2002 — ou par chronométrage manuel — 50 s. 1 lors d'une compétition à Ballarat en Australie en décembre 2002. Ses deux records en relais sont ceux du 4 × 100 m (42 s. 12) établi à l'occasion des Jeux du Pacifique sud de 2003 à Suva aux Fidji et du 4 × 400 m (3 min 45 s 49) lors des Jeux de la Micronésie de 2005 qui se sont tenus à Koror aux Palaos.

### Jeux du Pacifique et Mini-jeux du Pacifique
| Jeux du Pacifique - Jeux du Pacifique sud 2003 à Suva aux Fidji. - sur le relais 4 × 100 m. | Mini-jeux du Pacifique - Mini-jeux du Pacifique sud 2005 à Koror aux Palaos. - sur le relais 4 × 100 m. |

### Jeux de la Micronésie
- Jeux de la Micronésie de 2006 à Koror aux Palaos.
  -  sur le 100 m,  sur le 200 m,  sur le relais 4 × 100 m,  sur le relais 4 × 200 m.
- Jeux de la Micronésie de 2002 à Palikir dans l'État de Pohnpei dans les États fédérés de Micronésie.
  -  sur le 100 m,  sur le 400 m et  sur le relais 4 × 400 m.

### Championnats d'athlétisme de Micronésie
- Championnats d'athlétisme de Micronésie 2007 à Yona à Guam.
  -  sur le 100 m,  sur le 60 m,  sur le 200 m,  sur le relais 4 × 100 m,  sur le relais 4 × 400 m.
- Championnats d'athlétisme de Micronésie 2005 à Saipan dans les Îles Mariannes du Nord.
  -  sur le 100 m,  sur le 400 m,  sur le 4 × 100 m,  sur le 4 × 200 m mixte,  sur le 200 m
- Championnats d'athlétisme de Micronésie 2003 à Koror aux Palaos.
  -  sur le 100 m,  sur le 400 m, probablement  sur le 4 × 100 m et probablement  sur le relais 4 × 400 m.

### Note
1. ↑  La composition des relais n'a pas pu être déterminée.